# Ezequiel Ávila
Luis Ezequiel „Chimy“ Ávila (* 6. Februar 1994 in Rosario, Santa Fe) ist ein argentinischer Fußballspieler, der seit Februar 2024 beim spanischen Erstligisten Betis Sevilla unter Vertrag steht.

## Karriere

### Anfänge in Argentinien
Ezequiel Ávila begann mit dem Fußballspielen beim CA Tiro Federal in seiner Heimatstadt Rosario. Zwischen Januar und Juli 2010 spielte er leihweise in der Jugendabteilung von Espanyol Barcelona. In der Primera B Nacional debütierte er mit 16 Jahren am 18. Oktober 2010 (11. Spieltag) bei der 0:2-Auswärtsniederlage gegen den Club Almirante Brown.
Bei Tiro Federal kam er nur unregelmäßig zum Einsatz, erhielt jedoch im Februar 2015 einen Vertrag beim Erstligisten CA San Lorenzo de Almagro. Sein Debüt in der höchsten argentinischen Spielklasse gab er am 19. April 2015 bei der 0:1-Auswärtsniederlage gegen den CA Aldosivi. In dieser Saison 2015 bestritt er nur vier Kurzeinsätze. Auch im folgenden Spieljahr 2016 wurde er nur selten berücksichtigt. Am 20. April 2016 erzielte er nach seiner Einwechslung gegen LDU Quito in der Copa Libertadores 2016 den Endstand zum 1:1-Unentschieden. In der folgenden Saison 2017 schaffte er den Sprung zum Rotationsspieler und erzielte in 19 Pflichtspielen einen Treffer.

### Leihe zu der SD Huesca
Am 1. August 2017 wechselte er in einem einjährigen Leihgeschäft in die spanische Segunda División zu der SD Huesca. Sein erstes Spiel bestritt er am 19. August (1. Spieltag) bei der 0:1-Auswärtsniederlage gegen den CD Numancia, als er in der Schlussphase für Álvaro Vadillo eingewechselt wurde. Er drang rasch in die Startformation von Cheftrainer Rubi vor. Am 9. Dezember (18. Spieltag) traf er beim 1:1-Unentschieden gegen die AD Alcorcón erstmals für die Oscenses. In dieser Saison 2017/18 traf er in 35 Ligaspielen sieben Mal und trug damit wesentlich zum Aufstieg der Mannschaft in die LaLiga bei.
Mitte Juni 2018 wurde bekanntgegeben, dass Chimy Ávila leihweise für die gesamte Spielzeit 2018/19 bei der SD Huesca verbleiben wird. Auch in diesem Jahr war er ein unverzichtbarer Bestandteil der Mannschaft, welche die gesamte Saison gegen den Abstieg kämpfte. Am 9. Februar 2019 (23. Spieltag) erzielte er beim 2:0-Auswärtssieg gegen den FC Girona beide Tore. Trotz seiner zehn Saisontore und zwei Vorlagen konnte er den Abstieg Huescas nicht verhindern.

### CA Osasuna und Betis Sevilla
Nach dem Abstieg mit Huesca kehrte er nicht nach Argentinien zurück, sondern wechselte am 27. Juni 2019 für eine Ablösesumme in Höhe von 2,7 Millionen Euro zum La-Liga-Aufsteiger CA Osasuna, wo er einen Vierjahresvertrag unterzeichnete. Bereits in seinem ersten Ligaspiel gegen den CD Leganés erzielte er das entscheidende Tor zum 1:0-Heimsieg. Am 24. Januar 2020 (21. Spieltag) zog er sich beim 2:0-Heimsieg gegen die UD Levante einen Kreuzbandriss zu und fiel für die restliche Saison 2019/20 aus. Bis dahin war er in 20 Ligaspielen zum Einsatz gekommen, in denen er neun Treffer erzielte.
Anfang Februar 2024 wechselte er ligaintern zu Betis Sevilla und unterschrieb dort einen Vertrag bis Sommer 2027.

## Erfolge
- Aufstieg in die Primera División: 2017/18 (SD Huesca)